# Angerpark

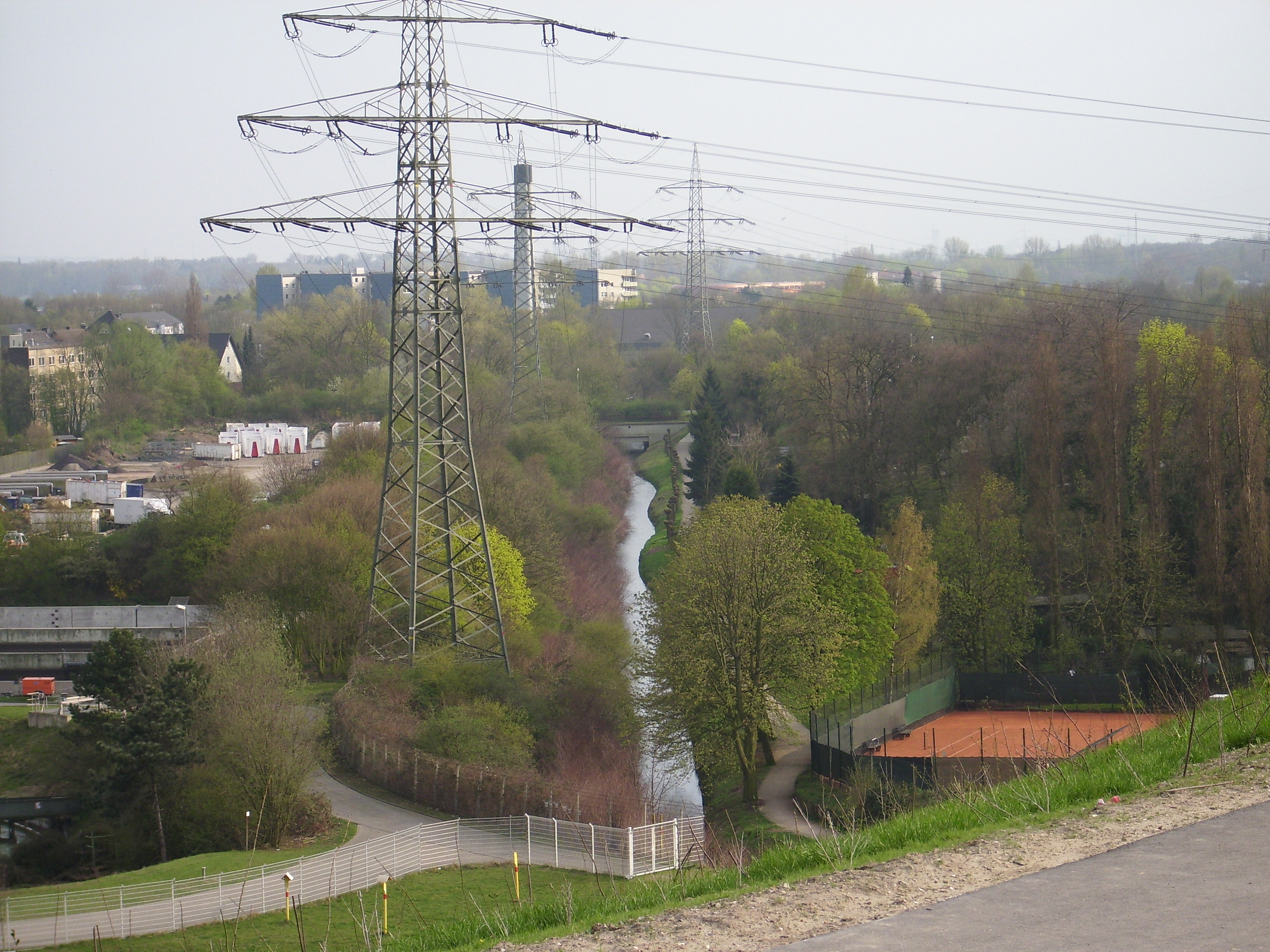
Ausblick von der Höhe auf den Angerbach …

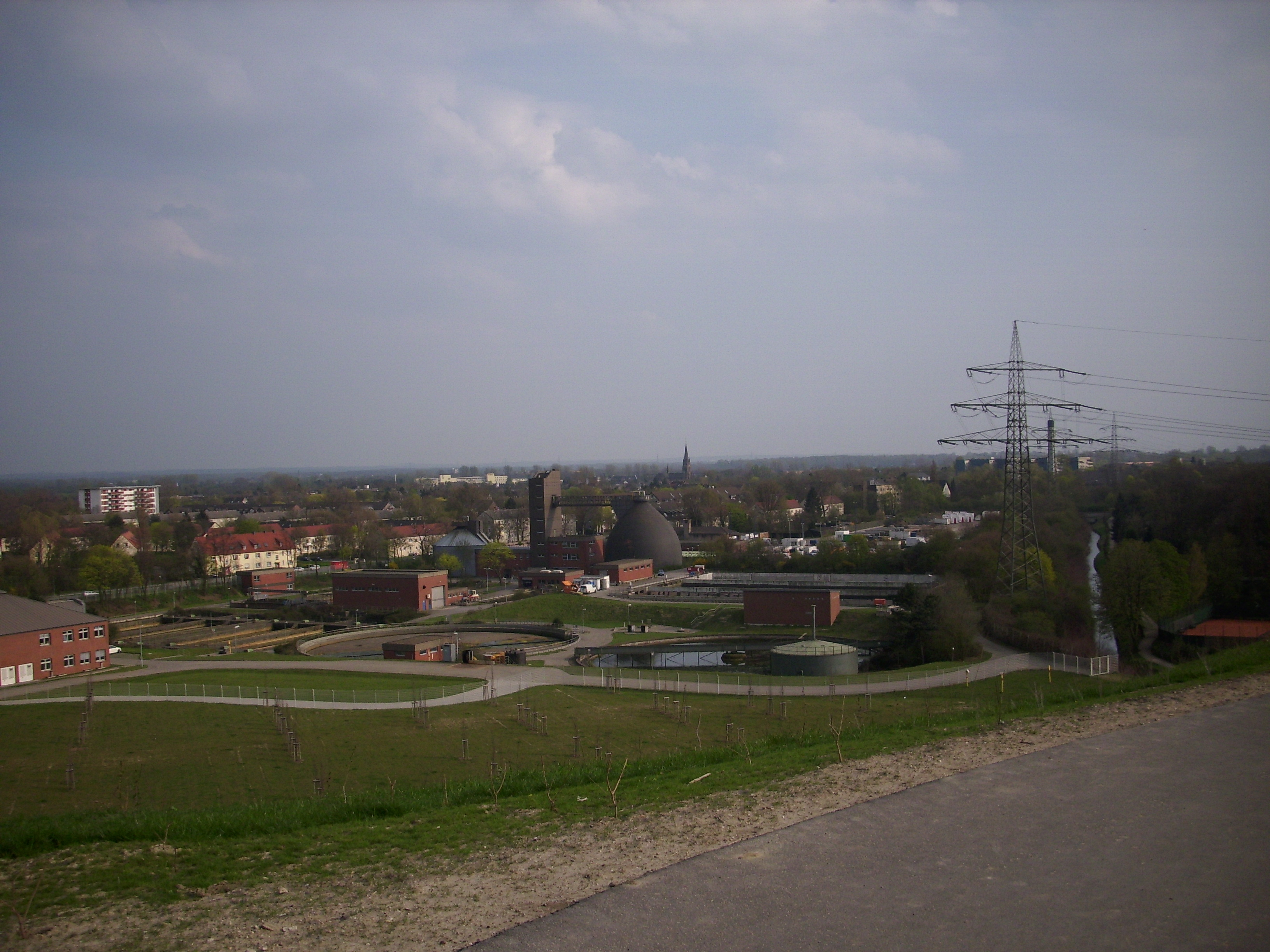
… und auf Anpflanzungen und Klärwerk

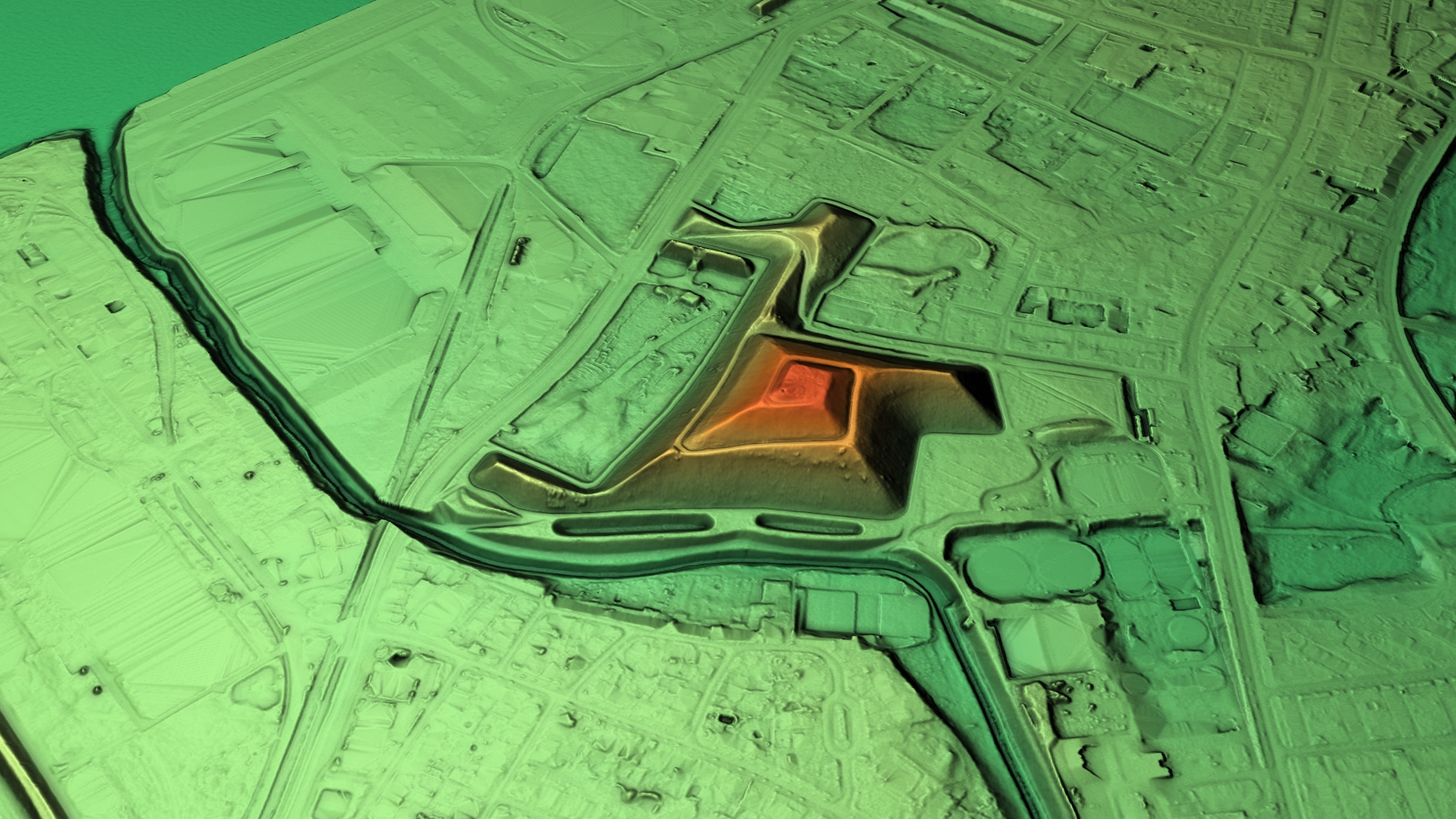
3D-Ansicht des digitalen Geländemodells

Der Angerpark ist ein Landschaftsbauwerk an der Heinrich-Hildebrand-Höhe in Duisburg-Angerhausen.
Der 14 Hektar große Angerpark besteht aus der ehemaligen Schlackenhalde der Metallhütte Duisburg und einigen angrenzenden Sanierungsflächen, die abgedichtet und renaturiert wurden. Er bildet die Fortsetzung des Landschaftsschutz- und Erholungsgebietes Biegerhof-West und, mit dem Angerbach, die Verbindung zum Rhein und dem dort liegenden Haus Angerort.
Für die Sanierungsarbeiten und die Renaturierung des Geländes der ehemaligen Zinkhütte wurden insgesamt über 50 Millionen Euro vom Land NRW und der Stadt Duisburg aufgebracht. Ende 2008 wurde der Angerpark mit einem Bürgerfest von Landesumweltminister Eckhard Uhlenberg, Oberbürgermeister Adolf Sauerland, Stadtdirektor Peter Greulich und Bezirksbürgermeister Arno Müller eröffnet.

## Beschreibung

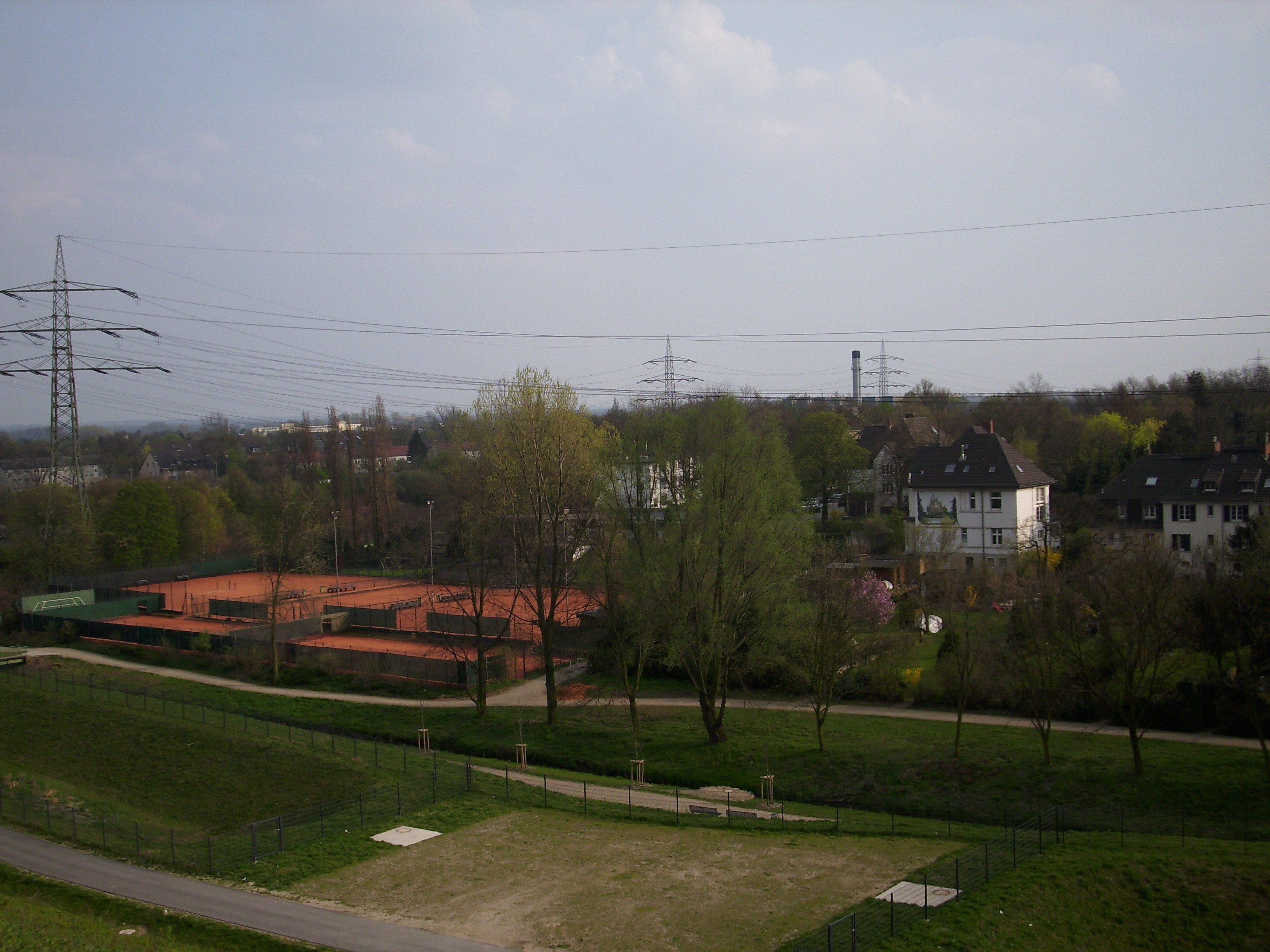
Bach und Regenrückhaltebecken

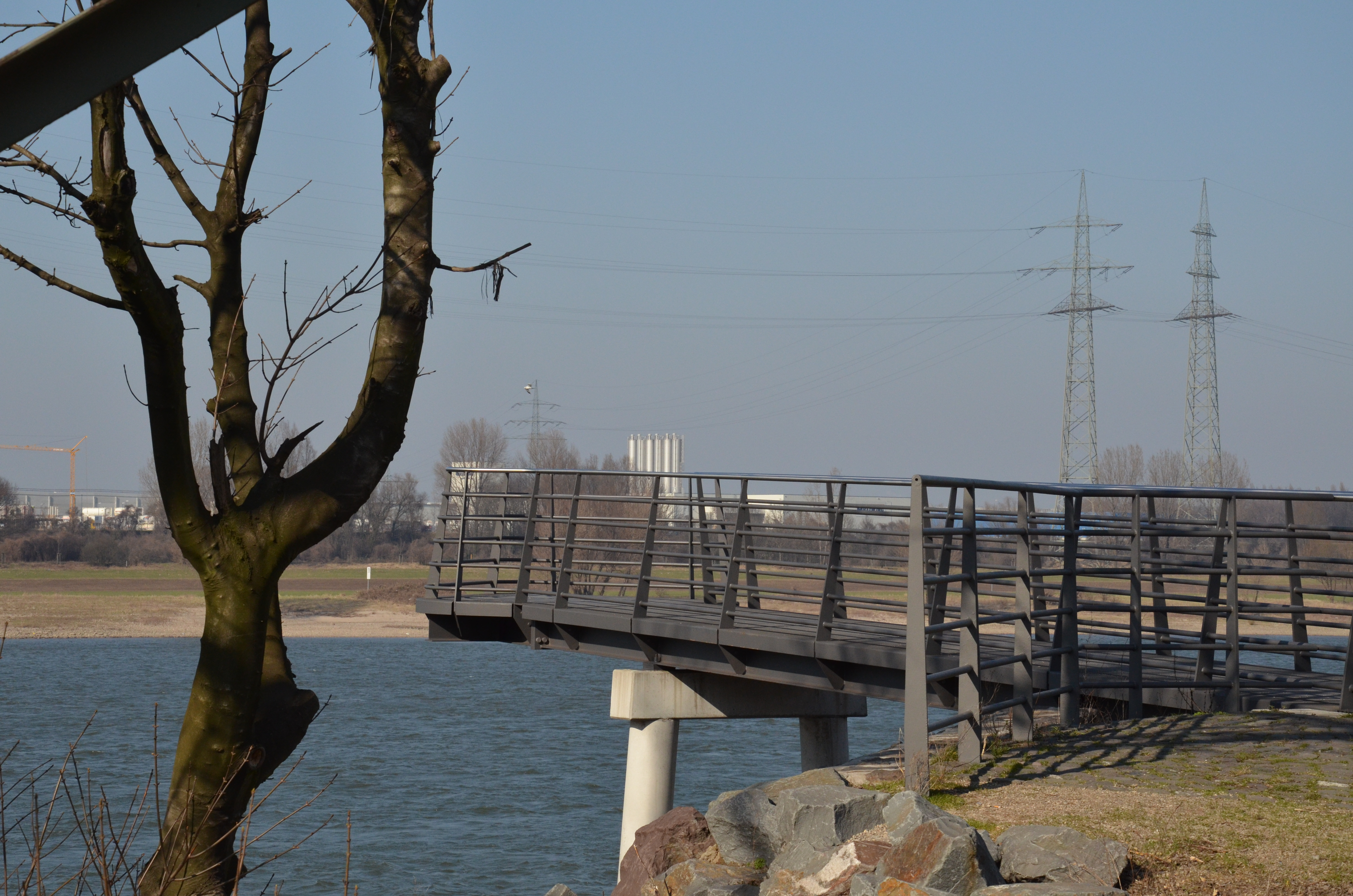
Rheinportal als Aussichtspunkt

Der Angerpark besteht aus der Heinrich-Hildebrand-Höhe und weiteren 50.000 Quadratmetern umliegenden Geländes, das für diesen Zweck teilweise von der Stadt Duisburg angekauft werden musste. Im Wesentlichen waren das der ehemalige Werksparkplatz, private Grünflächen, Bereiche an der Berzeliusstraße und im Angerbachtal.
Zur Gestaltung der Grünanlagen wurden 350 Hochstämme und 50.000–60.000 Büsche und Bäume angepflanzt, je nach Hanglage wurden dabei Eichen, Erlen, Weiden, Birken, Eschen und Pappeln verwendet. Gut die Hälfte der Grünflächen ist als Streuwiese ausgelegt. Der vorhandene Baumbestand am Angerbach wurde erhalten, mit ortstypischen Anpflanzungen ergänzt und sehr steile Böschungsbereiche am Rande des ehemaligen MHD-Werksgeländes mit Gabionen gesichert.
Insgesamt fast 5 Kilometer Wanderwege wurden an der Höhe, im Park und am Bach angelegt. Der 1,6 km lange Fuß- und Radweg entlang des Angerbaches führt von der Mündelheimer Straße über den Angerpark bis zum ebenfalls zum Umbauprojekt gehörenden Aussichtssteg "Rheinportal Angerort" gegenüber dem Haus Angerort. Entlang des Bachweges wurden durch den Huckinger Bürgerverein Tafeln mit Informationen zur Medefurter oder Angerorter Mühle und dem Haus Angerort angebracht. Er erhält damit eine Anbindung an den historischen Wanderweg im Angerland.
Das Wegenetz im Park ist teils asphaltiert, teils mit Hartkalksteinschotter befestigt. Es umrundet die Heinrich-Hildebrand-Höhe vollständig und führt spiralförmig auf den Gipfel. Weg und Gipfelplateau sind mit Parkbänken ausgestattet. Vom Gipfel hat man einen guten Ausblick auf den Duisburger Süden, den Rhein und die umliegenden Industriebetriebe.

## Entstehung
Im August 2005 meldete die Metallhütte Duisburg Insolvenz an, im Oktober stand der Beschluss der Gläubigerversammlung zur Abwicklung, im darauf folgenden Jahr kaufte die Stadt Duisburg sowohl das Werksgelände mit allen Gebäuden und Altlasten als auch die Hausdeponie. Im Juli 2006 begannen die Abbrucharbeiten und das Flächenrecycling, im September der Landschaftsbau an der Deponie zur Aufhaldung in die Heinrich-Hildebrand-Höhe, Mitte 2007 wurde auf der Höhe Richtfest gefeiert. Ende 2007 waren die Abbrucharbeiten abgeschlossen und das Gelände baureif, im Oktober 2008 war der Angerpark fertiggestellt, und er konnte am 7. November eröffnet werden. Der größte Teil des ehemaligen Werksgeländes der Metallhütte Duisburg wurde zum benachbarten, am Rhein liegenden Logistikzentrum logport II umgebaut, ein kleinerer Teil als Gewerbepark an der Ehinger Straße ausgewiesen.

## Kosten
Die Kosten für die Stilllegung und Abdichtung der Deponie inklusive des Grunderwerbs betrugen rund 8 Millionen Euro. Die Anlage des Angerparkes, des Wegenetzes und des Rheinportals Angerort kostete 2 Mio. Euro, zusammen ergab dies 10,3 Mio. Euro. Öffentlich gefördert wurde das Projekt mit einer Summe von rund 9,5 Mio. Euro, die Mittel stammten aus dem „Ökologieprogramm im Emscher-Lippe-Raum (ÖPEL)“.
Die Investitionen auf dem ehemaligen Gelände der Metallhütte Duisburg inklusive der Beseitigung der Umweltgefahren und der Erschließung zur neuen Logistikfläche betrugen bis 2008 rund 47 Mio. Euro.

## Heinrich-Hildebrand-Höhe
Die neue Erhebung ist gebildet aus

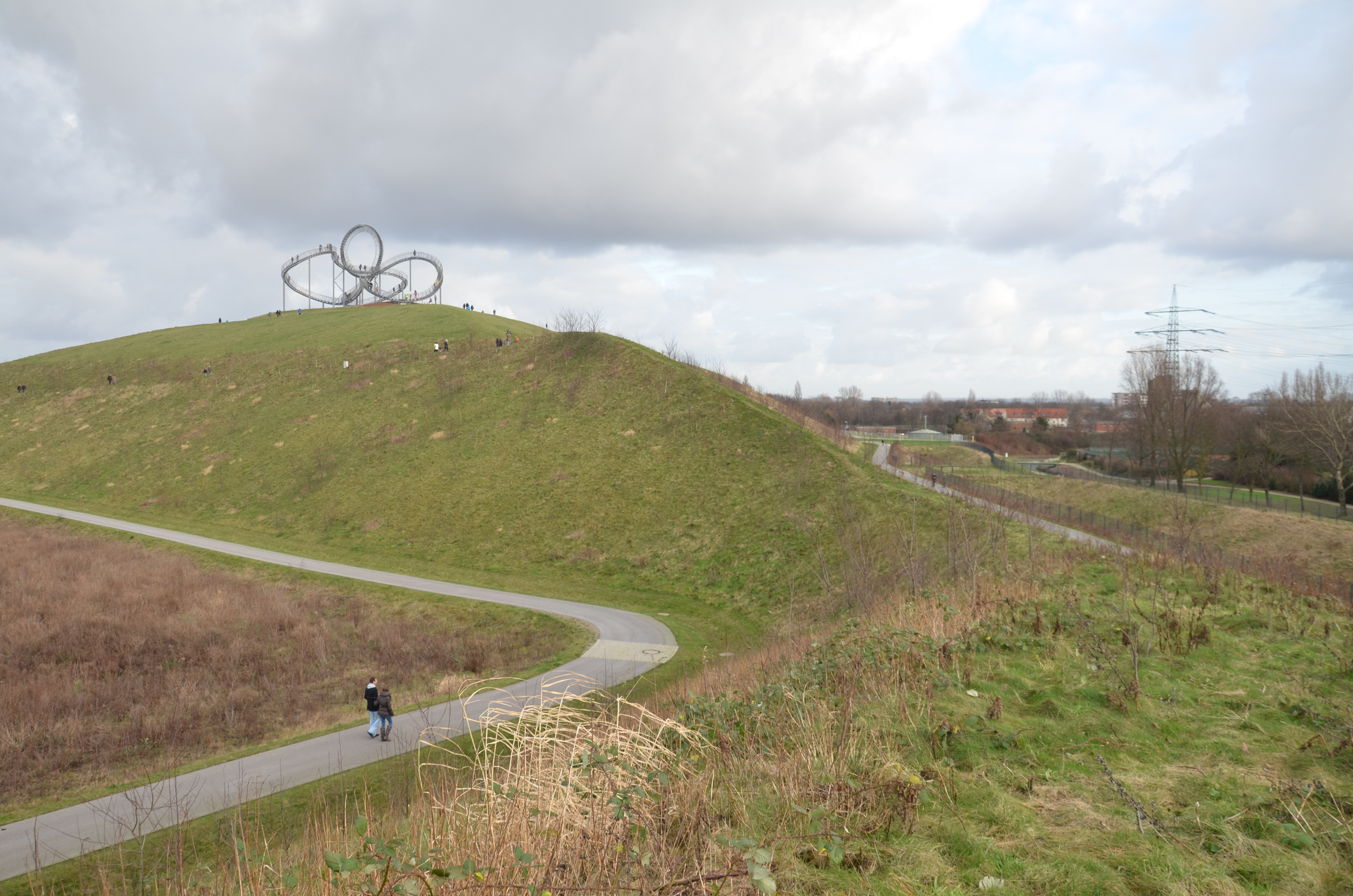
Heinrich-Hildebrand-Höhe, rechts der Angerbach

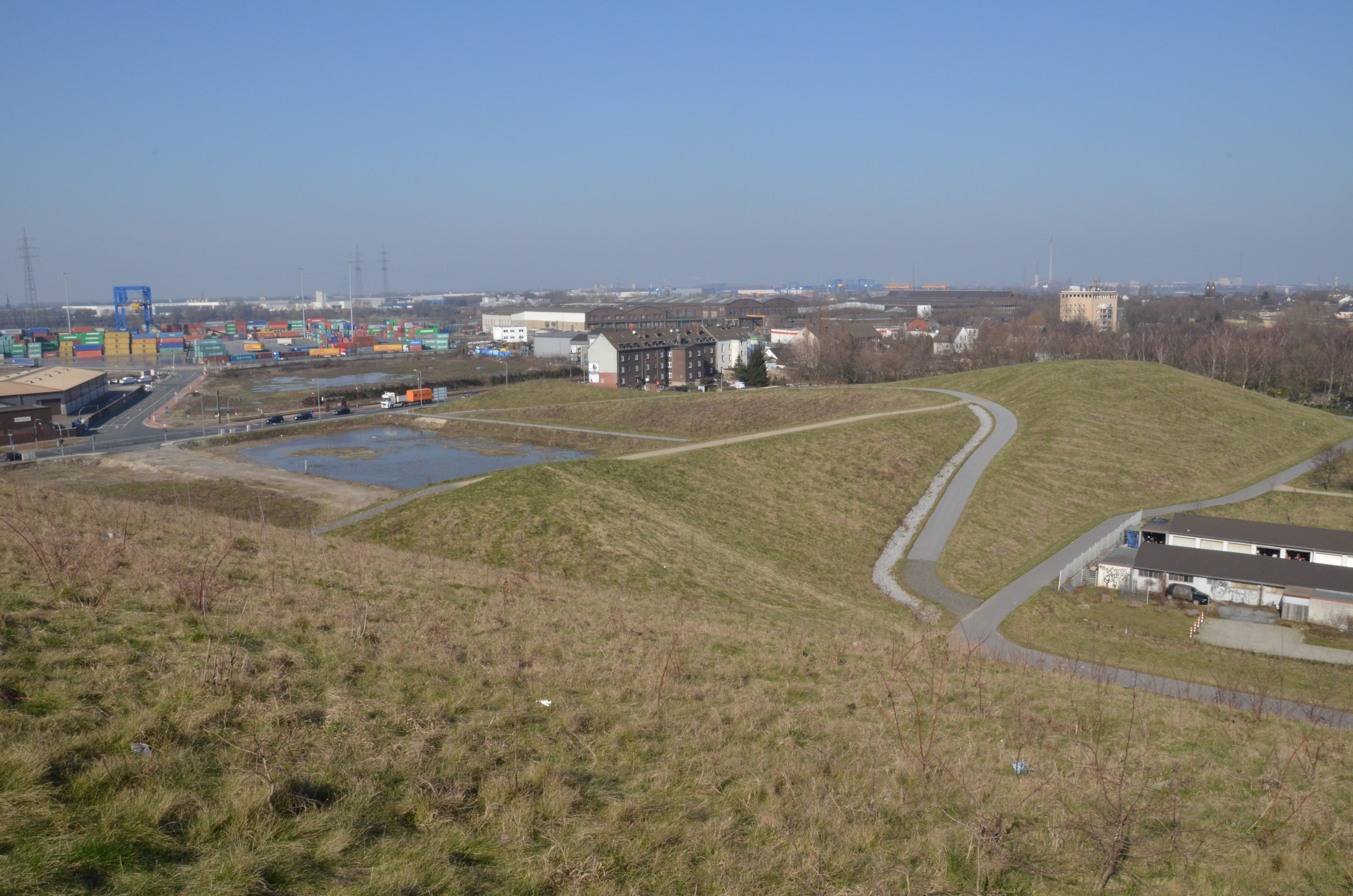
Ausläufer der Höhe zwischen Industrie- und Wohnbereich

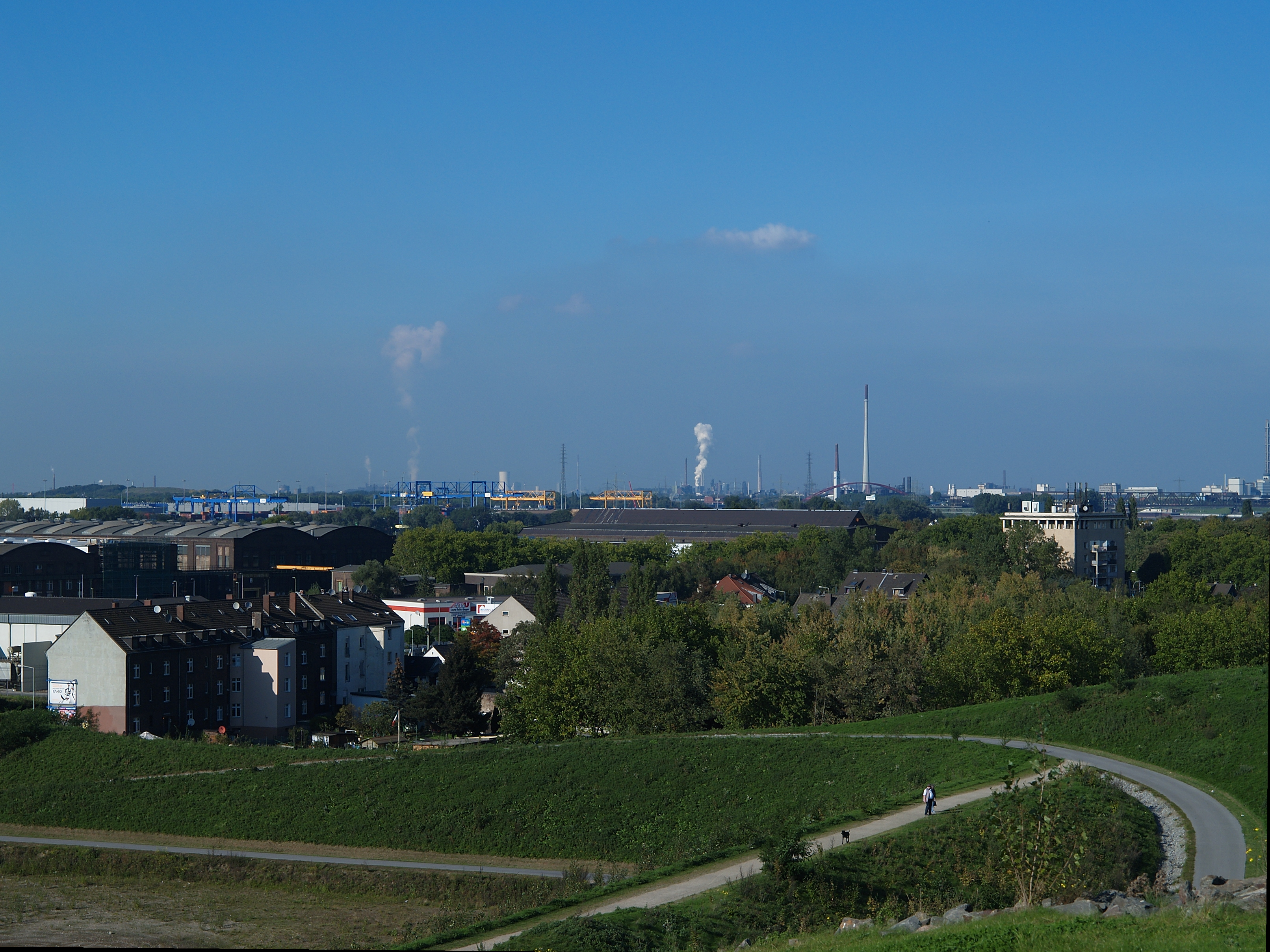
Ausblick nach Norden auf die Industriekulisse am Rhein

- der ehemaligen, von 1905 bis 2008 betriebenen Werksdeponie (enthielt die Reststoffe aus der Verhüttung der Zinkerze),
- dem geringer belasteten Aushub des sanierten Werksgeländes (höher belasteter Aushub wurde auf Sonderdeponien verfrachtet)
- und dem nicht verunreinigten Bauschutt der abgerissenen Werksgebäude.

Während der Deponieschließung von 2006 bis 2008 wurden insgesamt 1,8 Millionen Tonnen Material bewegt. Das Volumen der Halde selbst beträgt etwa 1 Million Kubikmeter, die Standfläche 90.000 Quadratmeter. Die Höhe über dem Straßenniveau beträgt 35 Meter, über Normalnull 67 Meter. Das Wegenetz auf der Halde ist 2,7 km lang.
Zum Abdichten des Deponiegeländes dienen 3 Meter unter der Oberfläche des Schuttmaterials angebrachte, 2,5 Millimeter starke, langzeitbeständige Kunststoffdichtungsbahnen. Das mehrlagige Abdichtungssystem wird durch Geotextilien geschützt, darüber ist ein Drainagesystem zur Entwässerung angebracht. Den Abschluss bildet eine mehr als 2 Meter dicke Schicht mit natürlichem Boden.
Die Entwässerung erfolgt über das Drainagesystem und die Gräben an den zum Gipfel führenden Wegen in zwei Regenrückhaltebecken. Von dort wird es in den Angerbach geleitet. Mit den Rückhaltebecken wird ein wichtiger Beitrag zum Hochwasserschutz am Unterlauf des Angerbaches erreicht.
Die Höhe ist nach dem 2004 verstorbenen Heimatforscher Heinrich Hildebrand benannt. Auf dem Gipfel befindet sich eine Gedenktafel, die seine Verdienste um die Heimatgeschichte würdigt.

## Tiger and Turtle – Magic Mountain

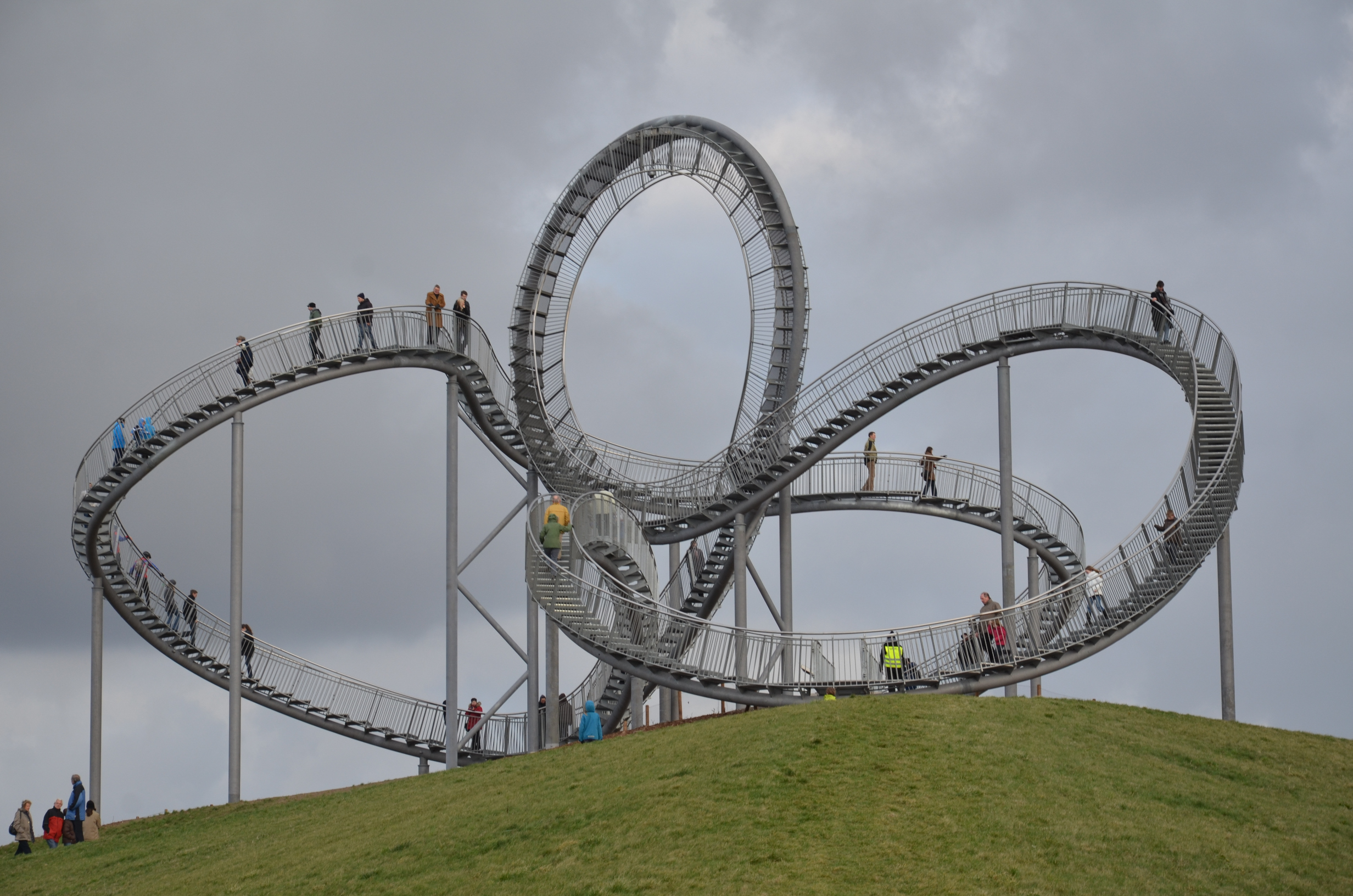
Magic Mountain

2011 wurde die einer Achterbahn nachempfundene Großskulptur vom Künstlerduo Heike Mutter und Ulrich Genth auf dem Haldengipfel aufgestellt, ursprünglich war dies bereits für das Kulturhauptstadtjahr Ruhr.2010 vorgesehen. Die Skulptur ist 20 Meter hoch, der höchste begehbare Punkt liegt 13 Meter über dem Niveau der Deponie. Nachts wird sie mit 880 LED-Lampen beleuchtet, bei schlechtem Wetter oder Glatteis wird der Zugang verschlossen, der Looping selbst darf nicht begangen werden. Die Baukosten betrugen insgesamt 2 Millionen Euro, geplant waren nur 1,4 Millionen.